# Amastus suffusa
Amastus suffusa là một loài bướm đêm thuộc phân họ Arctiinae, họ Erebidae.